# 岡部宏生
岡部 宏生（おかべ ひろき、1958年（昭和33年）2月3日 - 2025年（令和7年）7月17日）は、日本の男性実業家、社会運動家。
自ら難病を抱え、困難な日常を送りながらも毅然として積極的安楽死の法制化に反対してきた。

## 来歴
1958年東京都生まれ。東京都出身。1980年に中央大学を卒業、同年に建設会社に就職。2001年には建築不動産事業コンサルタント会社を設立し独立。
2006年春に筋萎縮性側索硬化症（ALS）を発症。2007年に在宅療養を開始。2009年に日本ALS協会で東京都支部運営委員を務め、同年に胃ろう造設、気管切開・人工呼吸器を装着した。
2010年に自身が取締役を務める訪問介護事業所ALサポート生成を設立。
2011年に日本ALS協会理事・副会長、2012年にALS/MNDサポートセンターさくら会副理事長、2016に一般社団法人日本難病・疾病団体協議会(JPA) 理事に就任。2016年には日本ALS協会会長に就任した（2018年任期満了）。
2016年5月、衆院厚生労働委員会は、入院中の難病患者らに対するヘルパーの付き添いを解禁するなどの障害者総合支援法改正案を巡り、岡部氏を参考人招致したが、文字盤によるコミュニケーションに対して「質疑に時間がかかる」とし、一転して出席を拒否した。
2018年に認定NPO法人ディーピーアイ日本会議特別常任委員を務め、2019年4月には特定非営利活動法人境を越えてを設立。
2020年に認定NPO法人ディーピーアイ日本会議常任委員。
2025年7月17日、死去。

## 著書
- 『境を越えてPart１　このまま死ねるか！？』(2023).　岡部宏生（著）. ぶどう社.

## 寄稿
- 『障害者のリアル×東大生のリアル』(2016)、「障害者のリアルに迫る」東大ゼミ (著), 野澤 和弘 (編集)、ぶどう社
- 『なんとなくは、生きられない。』(2019)、「障害者のリアルに迫る」東大ゼミ (著), 野澤 和弘 (編集)、ぶどう社
- 『ノーマライゼーション　障害者の福祉』(2017年5月号)、公益財団法人日本障害者リハビリテーション協会

## 論文掲載
- 「写真紹介 日本一外出が多いと紹介される事も」（『難病と在宅ケア23(10)』日本プランニングセンター、2018、2-4）
- 「友だちの輪(第2回)ALSですけど、それが何か?--元会社代表のALS患者・岡部宏生さん」（『難病と在宅ケア14(7)』日本プランニングセンター、2018、64-66）
- 「意思伝達装置の利用支援環境改善についての提案 (音声)」（『電子情報通信学会技術研究報告 : 信学技報112(222)』一般社団法人電子情報通信学会、2012、45-49）
- 「意思伝達装置の利用支援環境改善についての提案 (福祉情報工学)」（『電子情報通信学会技術研究報告 : 信学技報112(223)』一般社団法人電子情報通信学会、2012、45-49）
- 「座談会 療養者とともに築いていく難病ケア : 自由な活動や生活をささえるコミュニケーション (特集 日々の「快」をささえ、可能性を広げる難病ケア)」（『訪問看護と介護 21(9)』、2016、704-713）
- 「(神経難病)筋萎縮性側索硬化症(ALS)のリハビリテーションを ｢新しいALS観｣から考える (特集 難病をめぐる政策動向とリハビリテーション)」（『リハビリテーション研究 = Japanese journal of rehabilitation (161)』日本障害者リハビリテーション協会、2014、26-32）
- 「シンポジウム 機械を駆使して生きていく当事者からのPRO (Patient Reported Outcome) : 発信し続けるために : 未来的技術の中での患者の生活(PRO)」（『日本難病看護学会誌 = Journal of Japan Intractable Illness Nursing Society 20(2)』日本難病看護学、2015、104-106）
- 「障害者の外出の阻害要因について (特集 外出を阻害する要因(2))」（『福祉介護テクノプラス 12(4)』日本工業出版、2019、5-7）
- 「ALS患者として生死の意思決定をみつめて : 人工呼吸器装着・尊厳死について 岡部宏生さんインタビュー (特集 意思ってなんだろう : つながりから生まれる経験知へ)」（『福祉労働(165)』現代書館、2020、50-57）